# Lahn-Ferien-Straße
Die Lahn-Ferien-Straße verläuft auf Kreis-, Land- und Bundesstraßen entlang der Lahn. Die Vermarktung dieser Freizeitstraße bezieht sich auf den Tagestourismus oder Kurzurlaub und beinhaltet kulturelle, historische und landschaftliche Angebote.

## Verlauf
Die Lahn-Ferien-Straße beginnt an der Lahnquelle in Lahnhof. Die ersten Kilometer sind ausschließlich für Fußgänger und Radfahrer reserviert, ab Glashütte sind auf der Kreisstraße 34 auch Kraftfahrzeuge zugelassen. Von Volkholz bis Saßmannshausen verläuft die Lahn-Ferienstraße auf der nordrhein-westfälischen Landesstraße 719. Anschließend folgt sie über Bad Laasphe und Biedenkopf bis Marburg dem Verlauf der alten Bundesstraße 62, die bei Biedenkopf durch eine Umgehungsstraße ersetzt wurde. Für Radfahrer wurde jedoch eine alternative Route eingerichtet.
In Marburg thront das imposante Landgrafenschloss über der verwinkelten Altstadt.
Der Streckenabschnitt von Marburg über Gießen nach Wetzlar verläuft auf ruhigen Seitenstraßen.
In Wetzlar lockt die malerische, verwinkelte Altstadt mit Dom, Lahnbrücke und Museen.
Der Streckenabschnitt von Wetzlar nach Weilburg folgt der alten Bundesstraße 49, die durch eine Kraftfahrstraße ersetzt wurde. Die Stadt Weilburg ist geprägt von ihren barocken Bauten wie etwa dem Schloss mit Orangerie und Schlosskirche oder der Lahnbrücke. Ab Weilburg ist das Lahntal für Radfahrer reserviert, Kraftfahrer müssen bis Villmar eine alternative Strecke über die Berge benutzen. Der folgende Streckenabschnitt über Runkel und Dehrn führt wieder am Lahnufer entlang nach Dietkirchen mit seiner hoch über dem Fluss ragenden St. Lubentiuskirche.
Der letzte Streckenabschnitt beginnt in Limburg an der Lahn mit dem Dom, der Lahnbrücke und der Fachwerkhäuser in der Altstadt. Er führt nach Lahnstein über die Bundesstraßen 417 (bis Nassau) und 260 (ab Nassau). Zwischen Nassau und Lahnstein durchquert die Bundesstraße 260 das Kurbad Bad Ems.